# Observatoire du plateau de Kamenskoe
L'observatoire du plateau de Kamenskoe est un observatoire astronomique appartenant à l'institut d'astrophysique Fessenkov de l'académie nationale des sciences de la république du Kazakhstan. Il est situé 
sur le plateau de Kamenskoe à 11 km au sud-est d'Almaty, à une altitude de 1 450 m. Le centre des planètes mineures lui a attribué le numéro 210.

## Histoire
Les observations de l'éclipse solaire du 21 septembre 1941 au Kazakhstan furent réalisées par sept expéditions, comprenant des astronomes, des physiciens et des géophysiciens de Moscou et de Leningrad. Face à l'invasion de l'Union soviétique par les forces de l'Axe, il fut décidé que ces scientifiques resteraient à Alma-Ata. C'est ainsi que fut créé l'institut de recherche en astronomie et physique sur la suggestion de Vassili Fessenkov. Les recherches d'un site ont commencé en 1943 et les bâtiments de l'observatoire furent construits à partir de 1947 par des prisonniers japonais. 

## Instruments d'observation
L'observatoire dispose des instruments suivants :
- Astrographe (D = 125 mm) pour la photographie des planètes mineures, 1946[1].
- Télescope de type Maksoutov-Cassegrain (D = 20 cm) transportable, 1950[2].
- Télescope de type Cassegrain AZT-8 (D = 700 mm, F principal = 2800 mm, F Cassegrain = 11000 mm, F coude = 28000 mm), 1964[3]
- Télescope de type Cassegrain Zeiss-600 (D = 600 mm, F = 7 200 mm), 1972.

## Domaines d'études
- Optique atmosphérique.
- Milieu interstellaire.
- Nébuleuses diffuses et obscures.
- Activité solaire.
- Astronomie stellaire.
- Grandes planètes du système solaire.
- Comètes.
- Astrométrie satellitaire.
- Étude expérimentale et théorique des galaxies actives.
- Recherche en physique de l'univers primordial.
- Problème des débris spatiaux et du risque lié aux météoroïdes.

## Principaux thèmes de recherche

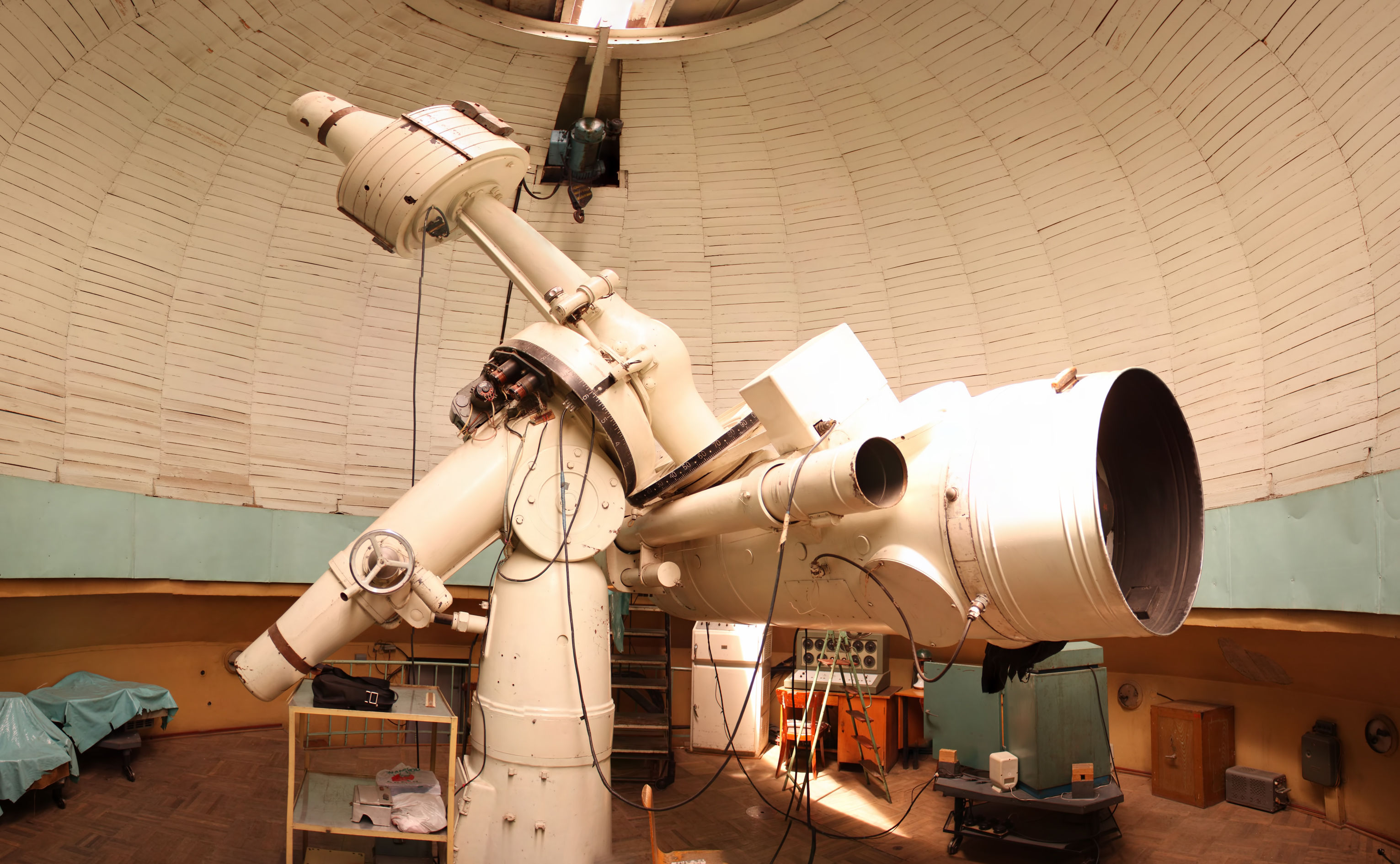
АZТ-8

- Création et maintenance d'un catalogue d'objets spatiaux artificiels.
- Étude de la physique des objets spatiaux émergents.
- Études des propriétés optiques et de la structure des atmosphères des planètes du système solaire et des processus non stationnaires sur les planètes géantes Jupiter et Saturne.
- Études de la Lune et de satellites de Jupiter et Saturne.
- Études des manifestations géomagnétiques de l'activité solaire.
- Développement de la recherche astrophysique pour la détermination de haute précision des orbites des objets spatiaux.
- Développement de méthodes numériques modernes en physique des plasmas et leur application à la recherche astrophysique et à l'astrodynamique.
- Développement de méthodes qualitatives, analytiques et numériques pour l'étude des problèmes non stationnaires de la dynamique des corps célestes artificiels et naturels.
- Développement de méthodes de calcul astrométrique pour les problèmes de dynamique des vols spatiaux.

## Principales réalisations
- Découverte de la comète 67P/Churyumov–Gerasimenko le 20 septembre 1969.
- Atlas des nébuleuses de gaz et de poussière (1953).
- 415 mesures astrométriques des astéroïdes de la ceinture principale (observations réalisées dans les années 1950-1960).
- Catalogue photométrique des nébuleuses par réflexion dans les années 1960.
- Découverte d'une cinquantaine de galaxies de Seyfert.

## Liens
- Ressource relative à l'astronomie :   - Centre des planètes mineures